# Nulti
Nulti es una parroquia rural del cantón Cuenca, en la provincia del Azuay al sur del Ecuador. La parroquia tiene una extensión de 2883,42 hectáreas , y ocupa el 1% del territorio cantonal. Se localiliza a 8 km de la ciudad de Cuenca y se encuentra  a una altitud de 2577 m s. n. m. Su temperatura media anual es de 15,6 grados centígrados y tiene precipitaciones anuales de 766.4 milímetros.

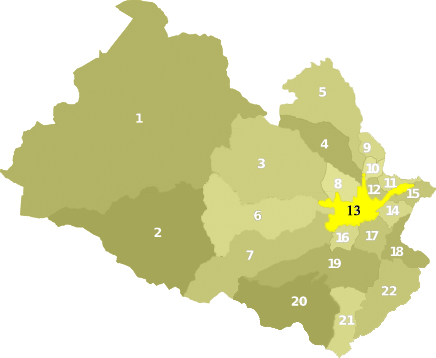
Ubicación de la parroquia Nulti en mapa de la provincia del Azuay

## Límites territoriales
Al Norte: con la parroquia Llacao y la parroquia San Cristóbal.
Al Sur: con la parroquia Paccha y la parroquia Jadán.
Al Este: con la parroquia Jadán.
Al Oeste: con la parroquia Llacao y Cuenca.

## Demografía
Según el censo poblacional realizado en el 2010 por el INEC la población de la parroquia Nulti es de 4.324 habitantes. El 51,3% corresponde a las mujeres, es decir 2.217 y el 48,7% a los hombres (2.107).
1748 personas pertenecen a la población económicamente activa (PEA). La rama de actividades de divide en: industrias manufactureras 20,54%; construcción 16,88%; comercio al por mayor y menor 11,96%; agricultura, ganadería y silvicultura 11,38%; actividades de hogar 7,27%; transporte y almacenamiento 4,69%; actividades de servicio 4,35%; administración pública y defensa 3,03%; actividades de alojamiento y servicio 2,86%; y otros 17,05%.

## Símbolos de la Parroquia
Para la creación de los símbolos de la parroquia han colaborado las autoridades civiles, educativas y eclesiásticas, entre ellas podemos encontrar al suboficial Carlos F. Pacurucu Riera quien ayudó con el diseño del escudo de la parroquia, el licenciado Eliecer Cárdenas quien elaboró la letra del himno y el Licenciado Rafael Saula quien realizó la composición musical para el mismo. 
La bandera está compuesta de tres colores:la franja superior de rojo, el cual significa lealtad, sacrificio y esfuerzo de los habitantes desde épocas pasadas como la conquista e independencia. La franja central de color blanco, significa unión, paz solidaridad e integridad. Y la franja inferior color verde que significa producción, porvenir y esperanza.

## Historia

### Origen y Significado de 'Nulti'
En la etapa de integración Inca-Cañari se conocía a este territorio como Nultisapa, nombre de origen auracano-quechua. Aquí habitaban varias familias, entre ellas la Pacurucu, Auquilla, Tenesaca, Lucero y Pauta. 
Su nombre data de 1789 de acuerdo a varias referencias en donde se define la región Cañari, aquí se establecen varias subdivisiones territoriales, entre ellas Guapondeleg. Es en esta región donde se encontraba el pueblo Multizapa.
Según otras fuentes, el nombre de esta parroquia es una abreviatura tomada por los españoles del nombre cañari original Nultizhapa. De acuerdo a la AJUPA Nulti es la deformación de Multisapa, donde multi= pocas y sapa= armas, de ahí que se le llame sin armas o de hombres pacíficos. Hay que recalcar que la palabra Nultisapa sufrió un proceso de omisión lingüística hasta llamarla únicamente Nulti, De acuerdo a la etimología auracana Nul, proviene del Nulin que significa armas. Ti, proveniente de Pithi que significa Poco, volviendo al mismo término de Pueblo de pocas armas o pueblo de paz.

### Historia civil de Nulti
La primera mención legal de la parroquia como jurisdicción político administrativa es en el Decreto de la convención Nacional elaborada el 17 de abril de 1884 donde se reformó el Título 1 de la Ley de Régimen Administrativo Interior y dispone la división territorial nacional. Este decreto fue anunciado el 23 de abril del mismo año. Hay que tomar en cuenta que este territorio junto con otras parroquias vecinas constituían uno de los Cacicazgos más fuertes y poderosos durante la colonia. Por disposición del presidente García Moreno la parroquia civil de Nulti fue establecida el 15 de septiembre de 1869.

### Historia eclesiástica de la Parroquia
La Parroquia eclesiástica Nuestra señora del Rosario fue fundada el 30 de octubre de 1966, aunque los habitantes siguen siendo devotos al Señor de Nulti. La construcción del frente de la iglesia comenzó en 1967, donde se puede observar una placa recordatoria. Fue el párroco José Contreras incorporado a la parroquia el 16 de junio de 1966 quien lideró esta construcción ya que anteriormente esta parroquia dependía eclesiásticamente de la parroquia Paccha. Nulti anteriormente fue proclamada viceparroquia de Paccha  incluso si las dos fueron establecidas al mismo tiempo.

## Sitios Turísticos de la parroquia

#### EL PLATEADO

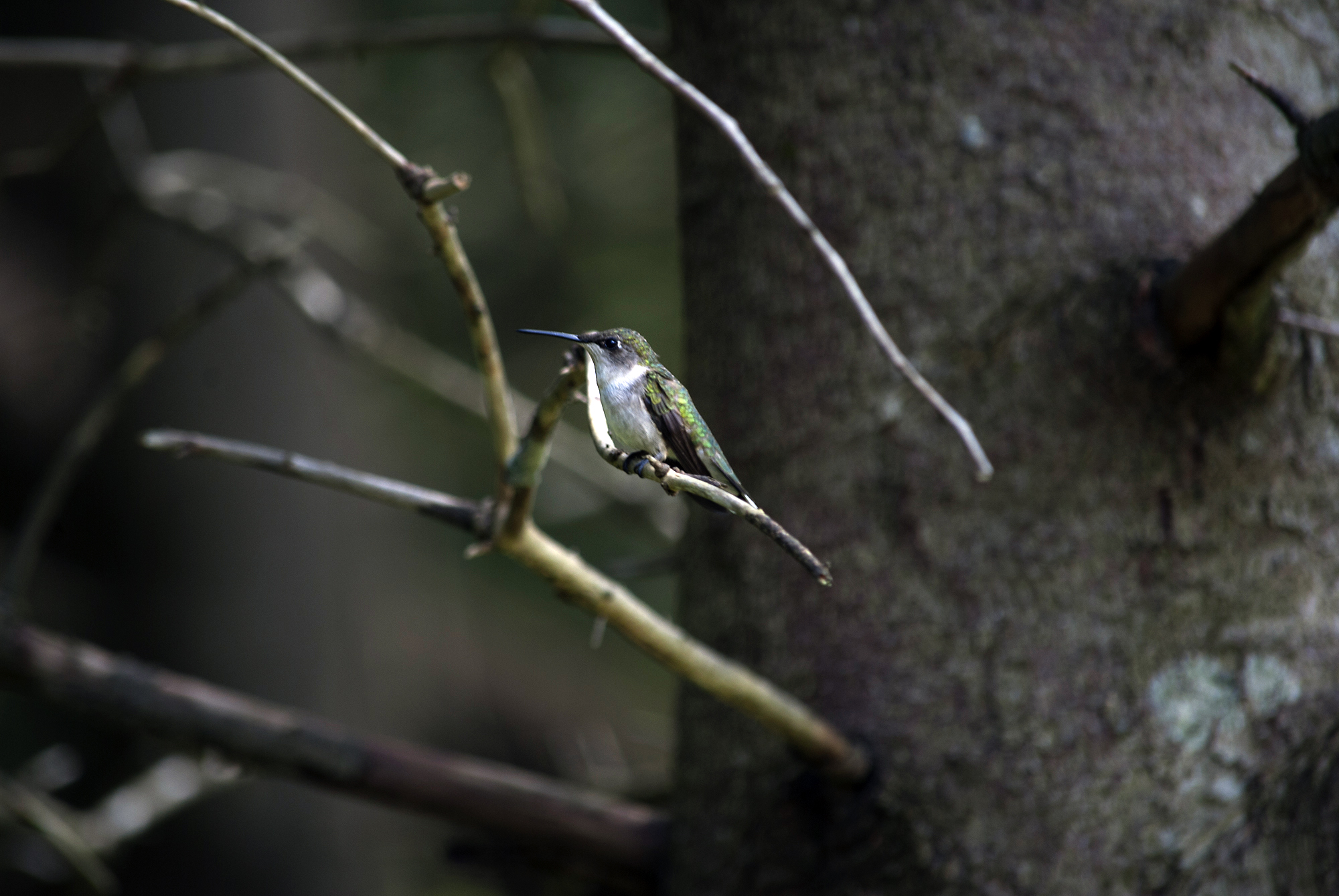
Colibrí, ave característica de la región andina.

La zona llamada actualmente ‘El Plateado’ fue anteriormente el fondo de un lago, el cual se levantó debido a las actividades de las placas tectónicas. En este sector se han encontrado fósiles como dientes de hipopótamo, pedazos de troncos convertidos en piedra, y huesos de dientes sin identificar. Este sector ha sido conservado gracias a las actuaciones de la Casa de la Cultura, el ministerio del ambiente, la Prefectura y la Municipalidad, ya que cobra importancia dentro de la arqueología y paleontología. Su nombre proviene del color del suelo, un sustrato gris azulado. 
Este sitio, está situado cerca de la pista de aeromodelismo en el sector Llatcón, se caracteriza por tener suelo seco y roca arenosa donde se puede observar las distintas capas que componente el suelo. Por este lugar cruza el Apangoras, una quebrada con agua.

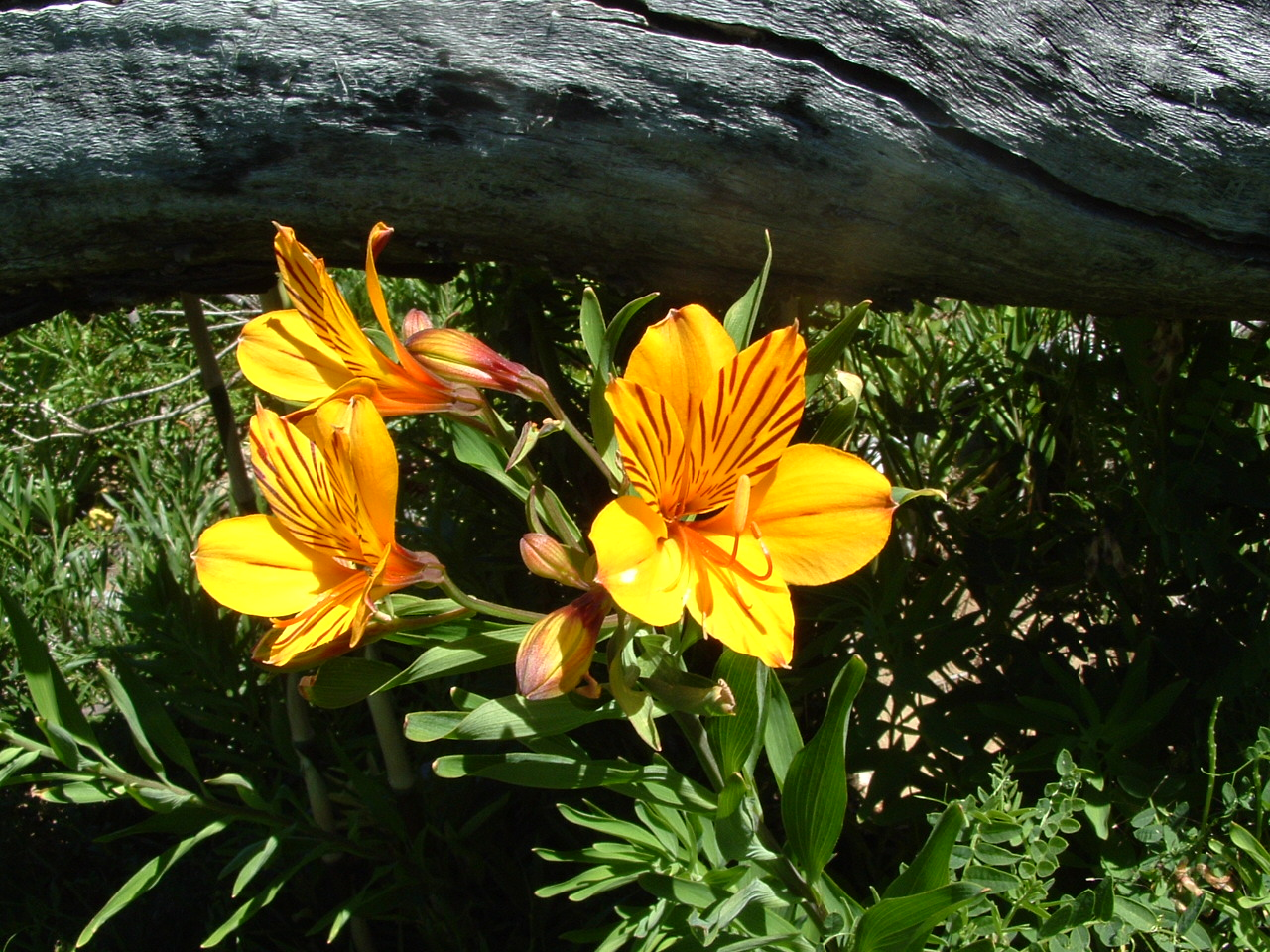
Amancay, flor endémica de área El Plateado

Por este sector anteriormente paraba un ramal del Capac- Ñan, o Camino del Inca. Este lugar se destaca también por su flora endémica abundante, como una especie de orquídea llamada Amancay, En su fauna podemos encontrar a anfibios, reptiles y culebras, también se puede observar entre las aves al mochuelo andino, al colibrí, chotacabras, gavilanes, colibrí enano y colibrí gigante. Y dentro de los mamíferos principalmente a los chucurrillos y zarigüeyas.